# Leskino (poolstation)
Leskino (Russisch: Лескино) is een verlaten poolstation op het schiereiland Gyda aan de kust van de Straat Ovtsyn van de Karazee in de delta van de Jenisej. Om precies te zijn ligt het ten zuidoosten van de gelijknamige Kaap Leskin, aan de monding van de rivier Mjarmchoijacha. Het is de noordelijkste bewoonde plaats van het schiereiland Gyda en vormt bestuurlijk gezien onderdeel van de gorodskoje poselenieje van Dikson binnen het district Tajmyrski van de Russische kraj Krasnojarsk. Op 35 kilometer van het poolstation loopt de grens met Jamalië.
Het poolstation werd opgericht in 1934 en hield zich bezig met waarnemingen in het watergebied van de Golf van Jenisej. Volgens verhalen van lokale Nenetsen werden er in de Tweede Wereldoorlog een Duitse soldaat en een korporaal heen verbannen, die er zijn gestorven. In 1997 werd het poolstation gesloten, al blijft het wel functioneren als automatisch weerstation. Sindsdien wordt het soms nog gebruikt als winteronderkomen. Het gebied ten westen van de Mjarmchoijacha werd in 1996 officieel tot zapovednik verklaard (zapovednik Gydanski; feitelijk pas in 2001 in werking getreden), maar staat sinds 2001 onder toenemende druk om weer te worden opgeheven.
Het voormalige poolstation is bereikbaar via water en door de lucht en in de winter over een winterweg, die het verbindt met de zuidelijker gelegen plaatsen Gyda, Antipajoeta en Napalkovo. 32 kilometer westelijker ligt het vroegere bannelingenoord Sosnovaja, dat vissers soms gebruiken als uitvalsbasis.